# Artur Roland Kozłowski
Artur Roland Kozłowski – polski politolog, dr hab. nauk społecznych, profesor nadzwyczajny i kierownik Katedry Nauk o Bezpieczeństwie Wydziału Finansów i Zarządzania Wyższej Szkoły Bankowej w Gdańsku.

## Życiorys
15 czerwca 2000 obronił pracę doktorską Geopolityczne znaczenie granicy pokoju brzeskiego (marzec 1918 r.), 2 grudnia 2016 habilitował się na podstawie pracy zatytułowanej Geopolityczne przemiany białoruskiej przestrzeni cywilizacyjnej. Został zatrudniony na stanowisku adiunkta w Katedrze Stosunków Międzynarodowych na Wydziale Finansów i Zarządzania w Wyższej Szkole Bankowej w Gdańsku, oraz pracował w Wyższej Szkole Komunikacji Społecznej w Gdyni i w Powiślańskiej Szkole Wyższej w Kwidzynie.
Jest profesorem nadzwyczajnym i kierownikiem Katedry Nauk o Bezpieczeństwie Wydziału Finansów i Zarządzania Wyższej Szkoły Bankowej w Gdańsku, a także dziekanem na Wydziale Ekonomii i Zarządzania w Gdyni Wyższej Szkole Bankowej w Gdańsku.
Był prodziekanem na Wydziale Finansów i Zarządzania w Wyższej Szkole Bankowej w Gdańsku.
Od grudnia 2024 roku jest Rektorem Wyższej Szkoły Ekonomii i Informatyki w Krakowie. 